# Buellton
Buellton város az Amerikai Egyesült Államok Kalifornia államában, Santa Barbara megyében. Lakosainak száma 5161 fő (2020. április 1.).

## Népesség
A település népességének változása:

| 2010 | 4 828 |
| 2020 | 5 161 |